# 捿蘆寺
捿蘆寺位于中国江苏省淮安市清江浦区清浦街道延安东路北侧浦东实验小学校园（原东风小学校园）内，原为清江浦六大寺庙之一。
此处原为清江浦东南郊，距离运河不远。明末大乱时，长沙人无住禅师出家为僧，清初至清江浦，在此创建折蘆庵，康熙四十六年南巡时，赐名“捿蘆寺”。1947年，时逢大汛，解放军某部决堤放水攻击驻守在寺内的国军，寺庙大部被毁。1949年以后为小学校园。1980-90年代，大雄宝殿被拆，仅存二层后堂。

## 保护
2009年6月12日，捿蘆寺列为第四批淮安市文物保护单位。